# St. Antonius Abt und Maria Magdalena (Kruberg)

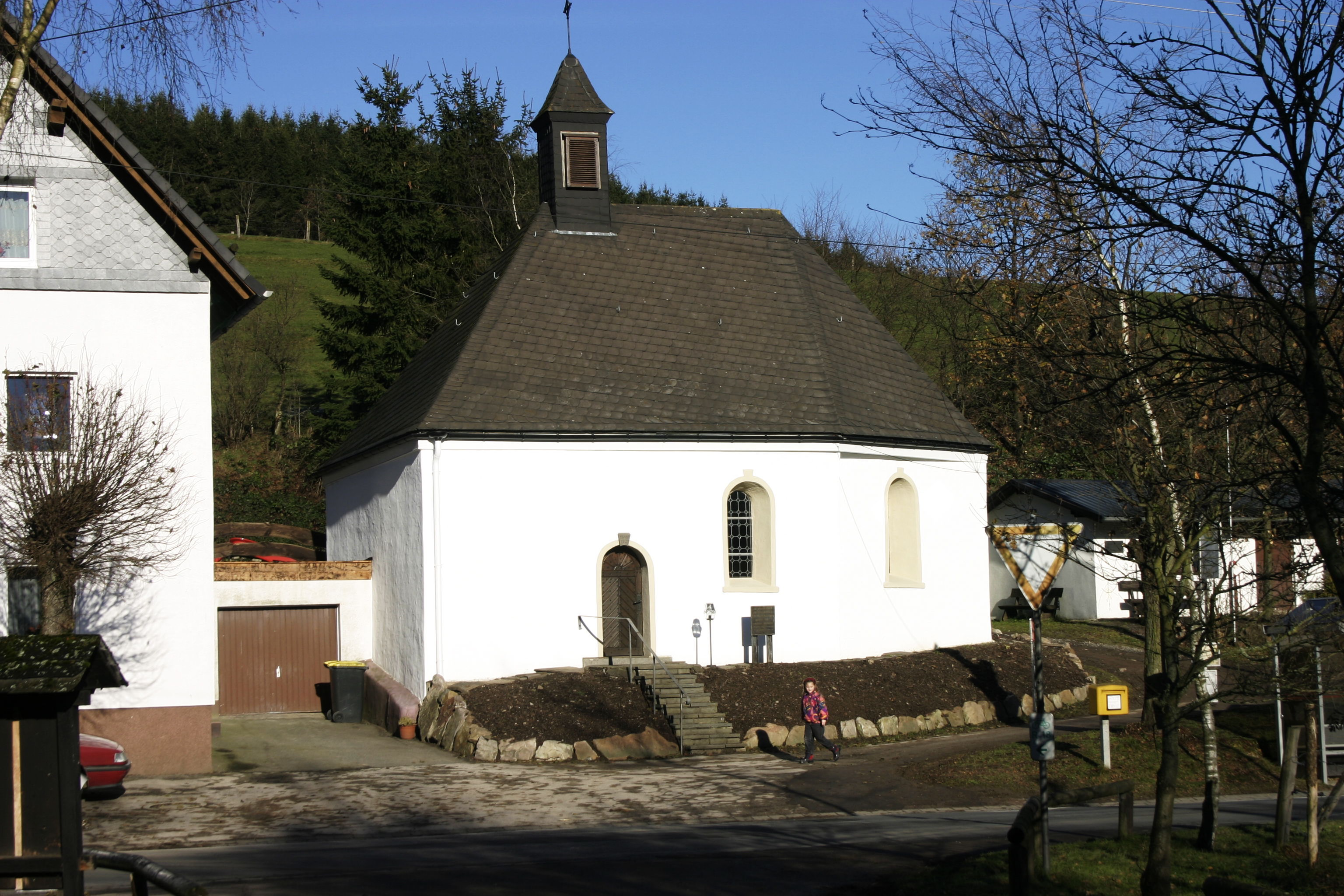
Die Kapelle St. Antonius Abt und Maria Magdalena

Die katholische Kapelle St. Antonius Abt und Maria Magdalena ist ein denkmalgeschütztes Kirchengebäude in Kruberg, einem Ortsteil von Kirchhundem im Kreis Olpe (Nordrhein-Westfalen).
Die kleine, dreiseitig geschlossene Saalkirche ist mit einem Walmdach gedeckt. Sie wurde 1722 errichtet. Die verputzten Wände sind durch rundbogige Fenster gegliedert. Auf dem Dach sitzt ein Dachreiter. Im Innenraum ruht über einem Profilgesims eine Flachdecke. 
- In einem Altaraufsatz vom Ende des 17. Jahrhunderts steht eine thronende Muttergottes aus Holz vom zweiten Viertel des 16. Jahrhunderts.
- Eine Figur des Hl. Antonius Eremit ist um 1500 entstanden.
- Die Figur der knienden Hl. Maria Magdalena wurde in der Mitte des 18. Jahrhunderts gefertigt.[1]
- Die Glocke wurde 1644 oder 1688 von de la Paix gegossen. Sie ist auf den Ton C3 +7 gestimmt.

Eine Gedenktafel an der Kapelle erinnert an Caspar Berens, den Dichter des Kolpingliedes, der in Kruberg geboren wurde.